# 34164 Anikacheerla
34164 Anikacheerla este o planetă minoră (asteroid), cu un diametru de 2,161 km, din centura de asteroizi. A fost descoperită pe 24 august 2000 la Experimental Test Site⁠(d) de Lincoln Near-Earth Asteroid Research. 
Obiectul prezintă o orbită caracterizată de o semiaxă mare de 2,2109659 UAi, o excentricitate de 0,11, o înclinație de 3,98545 ° în raport cu ecliptica.